# Pinaki
Pinaki is een atol in de eilandengroep van de Tuamotuarchipel (Frans-Polynesië). Het atol hoort bestuurlijk tot de gemeente Nukutavake en was in 2017 onbewoond. Het eiland wordt door bewoners van Nukutavake geëxploiteerd.

## Geografie
Pinaki ligt 13,5 km ten zuidoosten van het atol Nukutavake en 1115 km ten oosten van Tahiti. Het is ovaal met een lengte van 3 km en een breedte van 2 km. Het landoppervlak bedraagt 1,3 km². Er is een kleine lagune met oppervlakte van 0,6 km², zonder bevaarbare doorgang naar zee. Totdat in 1983 een tropische cycloon het eiland verwoestte, was er een dorpje in het noorden (Tarahope). Het eiland is bedekt met gedeeltelijk verwilderde vegetatie en na 1983 aangeplante kokospalmen. Het regelmatige patroon van deze aanplantingen is met Google Earth goed te zien. De kokospalmen en de lagune worden nog geëxploiteerd vanuit Nukutavake, daardoor verblijven er ongeveer 30 mensen een gedeelte van het jaar. Na 1983 is daarom ook het kerkje van koraalsteen gerestaureerd.

## Geschiedenis
Volgens diverse onderzoekingen die begonnen aan het einde van de negentiende eeuw tot in 2009 zijn er diverse resten van prehistorische Polynesische bewoning op het eiland. De eerste zeevaarder die het eiland vermeldde was Samuel Wallis die er tussen 3 au 6 juni 1767 voor anker ging. Hij en ook latere ontdekkingsreizigers in de 18de en begin 19de eeuw, merkten niets van bewoning. Rond 1850 werd het eiland Frans territorium. In 1899/1900 deden de Amerikaanse  dierkundigen Harry Clifford Fassett en Charles Haskins Townsend onderzoek op het eiland en werden de eerste foto's gemaakt. In de jaren 1930 werd uitgebreid archeologisch onderzoek gedaan, net als in 2009.

## Ecologie
De lagune is rijk aan doopvontschelpen (Tridacna gigas), verder komen er 35 vogelsoorten voor waaronder zeven soorten van de Rode Lijst van de IUCN waaronder de phoenixstormvogel (Pterodroma alba) en de endemische tuamotujufferduif (Ptilinopus coralensis), zuidzeewulp (Numenius tahitiensis) en tuamotustrandloper (Prosobonia parvirostris).